# آن هاوغ
آن هاوغ (بالألمانية: Anne Haug)‏ هي تريثلت ألمانية، ولدت في 20 يناير 1983 في بايرويت في ألمانيا.

## وصلات خارجية
- آن هاوغ على موقع الاتحاد الدولي لألعاب القوى (الإنجليزية)
- آن هاوغ على موقع اتحاد الترياتلون الدولي (الإنجليزية)
- آن هاوغ على موقع IAT Triathlon Database (الإنجليزية)
- آن هاوغ على موقع اللجنة الأولمبية الدولية (الإنجليزية)
- آن هاوغ على موقع أوليمبيديا (الإنجليزية)
- آن هاوغ على موقع اللجنة الأولمبية الألمانية (الألمانية)